# 油坝乡
油坝乡，是中华人民共和国安徽省安庆市潜山市下辖的一个乡镇级行政单位。

## 行政区划
油坝乡下辖以下地区：
油坝村、东店村、唐埠村、张祠村、桑树村和崔仓村。